# Кончильяцьоне (станция метро)
«Кончильяцьо́не» (итал. Conciliazione) — станция линии M1 Миланского метрополитена. Подземная станция, располагается под площадью Кончильяцьоне (piazza Conciliazione) на западе центральной части Милана.

## История
Станция была открыта в составе первой очереди линии M1 (от станции «Сесто Марелли» до станции «Лотто») 1 ноября 1964 года..

## Особенности
Устройство станции «Кончильяцьоне» подобно устройству почти всех станций первой очереди: подземное расположение с двумя путями — по одному для каждого направления и двумя боковыми платформами. Над станционным залом находится мезонин, в котором расположены входные турникеты и будка для сотрудников станции.

## Пересадки
Со станции «Кончильяцьоне» производятся пересадки на миланский наземный транспорт:
- Трамвай линий 10 и 16
- Автобус

## Оснащение
Оснащение станции:
- Эскалаторы
- Аппараты для продажи билетов
- Камеры видеонаблюдения